# 10 رجب
- السبت
- الأحد
- الاثنين
- الثلاثاء
- الأربعاء
- الخميس
- الجمعة

- 2728 ديسمبر 2024
- 2829 ديسمبر 2024
- 2930 ديسمبر 2024
- 3031 ديسمبر 2024
- 11 يناير 2025
- 22 يناير 2025
- 33 يناير 2025
- 44 يناير 2025
- 55 يناير 2025
- 66 يناير 2025
- 77 يناير 2025
- 88 يناير 2025
- 99 يناير 2025
- 1010 يناير 2025
- 1111 يناير 2025
- 1212 يناير 2025
- 1313 يناير 2025
- 1414 يناير 2025
- 1515 يناير 2025
- 1616 يناير 2025
- 1717 يناير 2025
- 1818 يناير 2025
- 1919 يناير 2025
- 2020 يناير 2025
- 2121 يناير 2025
- 2222 يناير 2025
- 2323 يناير 2025
- 2424 يناير 2025
- 2525 يناير 2025
- 2626 يناير 2025
- 2727 يناير 2025
- 2828 يناير 2025
- 2929 يناير 2025
- 3030 يناير 2025
- 131 يناير 2025

10 رجب أو 10 رجب الفرد أو 10 رجب المُرجَّب أو يوم 10 \ 7 (اليوم العاشر من الشهر السابع) هو اليوم السابع والثمانون بعد المائة (187) من أيَّام السنة (أو الثامن والثمانون بعد المائة لو كان شهر جمادى الآخرة مُتممًا لليوم الثلاثين أو التاسع والثمانون بعد المائة لو أتم كلًا من صفر وربيع الآخر وجمادى الآخرة ثلاثين يومًا) وفق التقويم الهجري القمري (العربي). يبقى بعده 167 أو 168 يومًا لانتهاء السنة.

## أحداث
- 65هـ - محمد بن أبي بكر الصديق يصل إلى مصر واليًا عليها من قبل الخليفة علي بن أبي طالب.
- 1015هـ - توقيع معاهدة بين الدولتين العثمانية والنمساوية، عُرفت باسم معاهدة "ستفاتوروك"، أنهت الحرب بين الدولتين.
- 1031هـ - الإنكشارية يقتلون السلطان عثمان الثاني، وأدى ذلك إلى عودة السلطان الأسبق مصطفى الأول إلى عرش الدولة العثمانية.
- 1335هـ - وزير الخارجية البريطاني آرثر جيمس بلفور يعلن رسميًا عن تأسيس وطن لليهود على أراضي فلسطين.
- 1339هـ - عدلي يكن يؤلف وزارته الأولى في مصر.
- 1369هـ - المملكة المتحدة تعترف بضم الضفة الغربية للأردن.
- 1411هـ - تحرير جزيرة قاروه الكويتية من الجيوش العراقية، لتكون أول أرض تحرر من الغزو العراقي.
- 1424هـ -
  - الجيش الإسرائيلي يقدم على عمل عسكري يستهدف الشيخ أحمد ياسين، لكن لم تتمكن المقاتلات الإسرائيلية من تصفيته.
  - رئيس الوزراء الفلسطيني محمود عباس يستقيل من منصبه.
- 1428هـ - ليبيا تطلق سراح المتهمين الستة المحكومين بالإعدام في قضية الإيدز.
- 1429هـ - عدة دول أوروبية جنوبية وأخرى من آسيا الغربية وشمال أفريقيا تطل على البحر الأبيض المتوسط تؤسس الاتحاد من أجل المتوسط، والرئيسان الفرنسي نيكولا ساركوزي والمصري محمد حسني مبارك يتولان رئاسته.
- 1430هـ - ملك الأردن عبد الله الثاني بن الحسين يعين نجله الأكبر الأمير الحسين وليًا للعهد وذلك بعد خمس سنوات من عزله لأخيه حمزة بن الحسين من ولاية العهد.
- 1431هـ - الجنرال الأمريكي ستانلي مكريستال يُقال من منصبه كقائد لقوات المساعدة الدولية لإرساء الأمن في أفغانستان، وحلول الفريق البريطاني نيك باركر مكانه.

## مواليد
- 195هـ - محمد بن علي الجواد، الإمام التاسع عند الشيعة الإثنا عشرية.
- 366هـ - محمد بن عبد الله السبحي، مؤرخ مسلم.
- 1286هـ - محمد بن أبي شنب، عالم موسوعي جزائري وكاتب باللغة الفرنسية.
- 1309هـ - أحمد زكي أبو شادي، شاعر مصري.
- 1314هـ - العزيز الجلولي، سياسي ورجل أعمال تونسي.
- 1347هـ - عبد الحي أديب، كاتب مصري.
- 1364هـ - أحمد بدير، ممثل مصري.
- 1378هـ - مجدي الإبياري، كاتب مصري.
- 1384هـ - منى عبد الغني، ممثلة ومغنية ومذيعة مصرية.
- 1399هـ -
  - فارس الذهبي، كاتب سوري.
  - قمر خلف، ممثلة سورية.
- 1401هـ - مساعد عبد الله، لاعب كرة قدم كويتي.

## وفيات
- 587هـ - علاء الدين الكاساني، فقيه حنفي.
- 632هـ - عمر بن محمد الفرغاني، خطاط وشاعر وأديب وفقيه بغدادي.
- 1031هـ - عثمان الثاني، السلطان العثماني السادس عشر.
- 1192هـ - أحمد الدمنهوري، الإمام العاشر في سلسلة شيوخ الأزهر.
- 1354 هـ - أسد الله الزنجاني، فقيه ومؤلف مسلم عراقي-إيراني.
- 1416 هـ - حسن بن عبد اللطيف المانع، فقيه حنبلي سعودي.

## وصلات خارجية
- موقع قصة الإسلام: حدث في شهر رجب.